# آلیانس آتلانتیس
آلیانس آتلانتیس (انگلیسی: Alliance Atlantis) یک شرکت رسانه‌ای، تولید و توزیع فیلم در شهر تورنتو، کانادا بوده است.
این شرکت که در سال ۱۹۹۸ با ادغام دو شرکت آلیانس فیلمز و آتلانتیس کومونیکیشنز تأسیس شده است در سال ۲۰۰۷ منحل شد.

## فیلم‌های ساخته شده
- گل سوسن
- نور سفید
- دزد خوب
- صندلی
- طالع‌بینی
- کلاه لبه‌دار